# Uwe Kamps
Uwe Kamps (* 12. Juni 1964 in Düsseldorf) ist ein ehemaliger deutscher Fußballtorhüter und heutiger Torwarttrainer sowie Fußballfunktionär. Er stand als Spieler 22 Jahre lang bei Borussia Mönchengladbach unter Vertrag und absolvierte während dieser Zeit 518 Pflichtspiele. Er gehört seit 2004 dem Trainerteam und seit 2025 dem Präsidium der Borussia an.

## Karriere

### Vereinskarriere
Uwe Kamps, gebürtiger Düsseldorfer, spielte in der Jugend beim SV Wersten 04, danach beim BV 04 Düsseldorf, bevor er zu Borussia Mönchengladbach wechselte.
Zwischen 1982 und 2004 war er als Torhüter bei Borussia Mönchengladbach unter Vertrag. Er kam auf 390 Einsätze in der Fußball-Bundesliga und auf 67 Einsätze in der 2. Fußball-Bundesliga. Nachdem er 1992 mit der Borussia im Finale des DFB-Pokals an Hannover 96 gescheitert war, war er 1995 Teil der Mannschaft, die mit einem 3:0 über den VfL Wolfsburg DFB-Pokalsieger wurde. Seinen letzten Einsatz als Aktiver hatte Kamps beim letzten Spiel der Borussia auf dem Bökelberg am 22. Mai 2004, wo er gegen Ende der Partie für Jörg Stiel eingewechselt wurde und nach seinem zunächst letzten Spiel, drei Jahre zuvor in der zweiten Liga, nochmals zu einem Bundesligaeinsatz kam. Am 22. März 2005 gab Kamps zusammen mit vielen prominenten Freunden und ehemaligen Mannschaftskameraden im Borussia-Park in Mönchengladbach sein Abschiedsspiel, in welchem er selbst ein Tor erzielte.
Nach dem Ende seiner Spielerlaufbahn wurde Kamps Torwarttrainer bei Borussia Mönchengladbach. In seiner Zeit wurde der damalige Stammkeeper von Mönchengladbach, Marc-André ter Stegen, 2012 Nationalspieler.
Seit der Saison 2021/22 ist Kamps als Torwarttrainer nicht mehr für die Profimannschaft zuständig, sondern koordiniert die Torwartausbildung in allen Mannschaften Borussias. Seit März 2025 gehört Kamps dem Präsidium des Vereins an.

### Olympia-Nationalmannschaft
Im Jahr 1988 gewann Kamps mit der Olympiaauswahl der Bundesrepublik unter Trainer Hannes Löhr die Bronzemedaille bei den Olympischen Spielen von Seoul. Dafür wurden er und die deutsche Fußballolympiamannschaft mit dem Silbernen Lorbeerblatt ausgezeichnet.

## Trivia
Im Halbfinale des DFB-Pokals 1991/92 gelang Kamps die seltene Leistung, im Elfmeterschießen gegen Bayer 04 Leverkusen alle vier Elfmeter der Leverkusener zu halten (ausgeführt durch Martin Kree, Ioan Lupescu, Heiko Herrlich und Jorginho). Da Martin Max und Holger Fach für die Borussia trafen, zog der Klub ins DFB-Pokal-Finale ein. Die fünfte Elfmeterserie musste nicht mehr ausgespielt werden.